# Laurel Clark
Laurel Blair Salton Clark (Ames, 10 maart 1961 – boven de staat Texas, 1 februari 2003) was een Amerikaans ruimtevaarder. Clarks eerste ruimtevlucht was STS-107 met de spaceshuttle Columbia en vond plaats op 16 januari 2003. De zevenkoppige bemanning overleed op 1 februari 2003 nadat de shuttle tijdens de terugkeer in de dampkring uiteenviel.
Clark was een chirurg bij de Amerikaanse marine, die haar opleiding volgde bij het elitekorps Navy Seals. Ze werd in 1996 astronaut bij NASA.
Planetoïde 51827 Laurelclark werd naar haar vernoemd. Ook doopte Northrop Grumman Space Systems de Cygnus-vrachtcapsule voor Commercial Resupply Services-vlucht NG-19 de S.S. Laurel Clark.